# Diaframma (contraccezione)

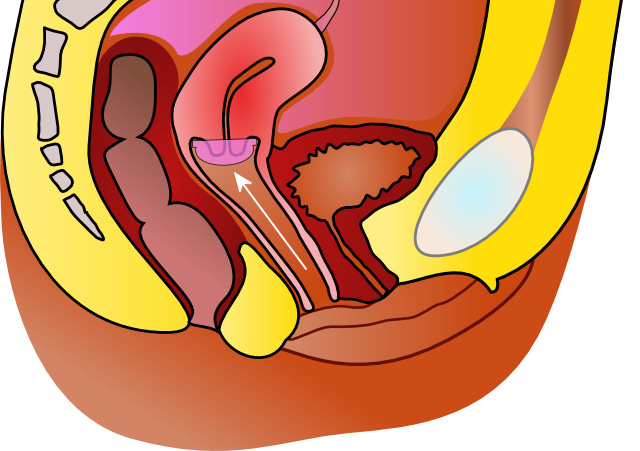
Corretta posizione del diaframma

Il diaframma è un metodo contraccettivo a barriera. È una piccola semisfera di gomma soffice con un anello flessibile in gomma a forma di 'O' nel bordo che l'utilizzatrice riempie con uno spermicida (una sostanza che uccide o inibisce gli spermatozoi) prima d'inserirlo nella vagina per formare una barriera davanti alla cervice uterina (l'apertura dell'utero) quindi per evitare che gli spermatozoi vi penetrino.
Il diaframma è molto soffice e flessibile e può essere facilmente piegato in una forma sottile a forma di "fetta di melone" per rendere agevole il suo inserimento intravaginale fino alla collocazione alla bocca dell'utero. Il diaframma è un metodo anticoncezionale non abortivo, ma ha un tasso di fallimento molto elevato, di circa il 20%. Questo significa che ogni cinque donne (in età fertile) che lo impiegano, una rimane comunque incinta. Può essere abbinato a uno spermicida o ad altri metodi di contraccezione. A differenza dei preservativi, il diaframma non offre alcuna protezione contro malattie sessualmente trasmissibili.

## Utilizzo
Quando è inserito completamente, il bordo di questa "coppetta" flessibile (in lattice o silicone medici) si trova a circa due centimetri e mezzo dietro l'osso pubico, e il resto dell'anello di gomma successivamente si espande naturalmente in una forma ellittica soave e si piazza contro la parete frontale della porzione più profonda della vagina (sacco del Douglas), in parte circondando la cervice uterina. È più efficace se viene utilizzato in associazione allo spermicida, ma se usato da solo, è molto più efficace rispetto al solo spermicida. Lo spermicida (ad esempio Nonoxinol-9) dovrebbe essere applicato subito prima dell'inserimento, e dovrebbe essere applicato al centro della concavità della coppetta (che è in contatto con l'apertura della cervice) e attorno alla superficie di contatto del bordo dell'anello.
Il diaframma deve essere inserito qualche tempo prima (sufficiente a controllare il buon inserimento) del rapporto sessuale e deve rimanere inserito nella vagina da 6 a 8 ore (dipendendo dalla potenza del gel oppure della schiuma contraccettiva utilizzata), in modo che lo spermicida abbia tempo per agire. Allora il diaframma può essere delicatamente rimosso, lavato in acqua tiepida saponosa, e rimesso nel suo astuccio (simile ad un portacipria compatto). Ogni diaframma, a seconda del materiale di cui è fatto, può durare da sei mesi fino a due anni. Si raccomanda di conservarlo al riparo dal sole e dal caldo.
Il diaframma presenta vantaggi e svantaggi quando messo a confronto con il preservativo. Richiede una certa pianificazione da parte della donna, che prevedendo l'eventuale rapporto deve inserire il diaframma anticipatamente. Una volta inserito, il rapporto sessuale può cominciare in qualsiasi momento durante la seguente decina di ore, senza che debba intercorrere alcuna pausa per applicarlo tra i preliminari e la penetrazione con coito completo fino all'eiaculazione intra-vaginale. A differenza dei profilattici, rimane inalterato il contatto intimo diretto, e dunque il diaframma non modifica, se non in piccolissima parte, le sensazioni fisiche naturali proprie del rapporto sessuale per entrambi i partner.

## Storia
In epoca medievale, si utilizzavano limoni tagliati a metà per impedire agli spermatozoi di raggiungere il corpo dell'utero, dato che l'acidità del succo di limone agiva come uno spermicida. Giacomo Casanova descrisse questo metodo nei suoi romanzi. La gomma moderna è stata inventata nel 1838 e venne successivamente introdotta nei diaframmi, negli Stati Uniti nel 1916 da Margaret Sanger.

## Differenze tra i vari tipi
Il diaframma è differente dal cappuccio cervicale, che è più piccolo, sagomato a forma di campana e viene collocato direttamente sul collo dell'utero. Alcune donne con vagine particolarmente profonde possono avere difficoltà nel posizionare il cappuccio cervicale correttamente, dal momento che la loro cervice uterina può essere troppo lontana dalla punta delle loro dita quando cercano di raggiungerla.
Il diaframma è un'opzione generalmente utilizzata da coppie fisse nelle quali la donna non può ricevere forme ormonali di contraccezione (fra cui la pillola anticoncezionale) per una varietà di ragioni, includendo ipercolesterolemia, VES elevata, ipertensione arteriosa, oppure l'aver recentemente subito una procedura di asportazione di lesioni cervicali minori (ad esempio rimozione di cellule abnormi).

## Disponibilità
Negli USA, il diaframma è acquistabile in farmacia con presentazione di ricetta medica, formulata dopo visita ginecologica, dal momento che un diametro corretto deve essere scelto per adeguarsi alle dimensioni interne individuali della donna. All'inizio devono essere provati e testati da professionisti dell'assistenza sanitaria del campo per assicurare la scelta della misura corretta, e per spiegare accuratamente inserzione e condizioni d'uso.
Molti paesi europei non richiedono ricette.

## Effetti collaterali
Il diaframma ha un tasso di fallimento attorno al 20% e non offre protezione contro malattie sessualmente trasmissibili.
Il diaframma può portare a un aumentato rischio di infezioni del tratto urinario, di cistiti e della rara sindrome da shock tossico. Anche se le cause esatte di queste affezioni non sono state pienamente comprese, molti dati suggeriscono che siano reazioni imputabili allo spermicida utilizzato nel diaframma, più che al dispositivo in sé. Altre spiegazioni possibili includono la pressione esercitata dal bordo del diaframma spingendo sul collo della vescica urinaria, oppure che il diaframma catturi batteri e secrezioni nella vagina.
I diaframmi fatti in latex non devono essere usati con lubrificanti a base oleosa, che possono danneggiare il latex indebolendolo e causando fessure. I lubrificanti a base d'acqua sono considerati sicuri per l'utilizzo con il latex, e sono in vendita in molte farmacie.